# فیادانانا (آمبوهیدراتریمو)
فیادانانا (به لاتین: Fiadanana) یک منطقهٔ مسکونی در ماداگاسکار است که در آنالامانگا واقع شده‌است. فیادانانا ۱۵٫۰۷ کیلومتر مربع مساحت و ۷٬۲۲۳ نفر جمعیت دارد و ۱٬۳۰۰ متر بالاتر از سطح دریا واقع شده‌است.